# Скоушабэнк-Сэдлдоум
Скоушабэ́нк-Сэ́длдоум (англ. Scotiabank Saddledome) — крытая спортивная арена в Калгари, Альберта, Канада. Вместимость арены составляет 19 289 человек и она является домашней для команд «Калгари Флэймз» (НХЛ), «Калгари Хитмэн» (WHL) и «Калгари Рафнекс» (NLL). На арене также проходит большое количество концертов, конференций и спортивных соревнований.
Стадион был построен в 1983 году, чтобы заменить стадион «Стампид-Коррал» в качестве домашней арены для «Флеймс», а также для соревнований по хоккею с шайбой и фигурному катанию на зимних Олимпийских играх 1988 года. В 1994—1995 годах арена претерпела существенную перестройку в ходе которой её название было смененно с Olympic Saddledome на Canadian Airlines Saddledome. Нынешнее название арена получила в 2000 году.

## События
«Сэдлдоум» принимал матч всех звезд НХЛ в 1985 году, а в 2000 году Драфт НХЛ. «Флэймз» трижды играли финальные матчи Кубка Стэнли в «Сэдлдоуме», в 1986, 1989 и в 2004 годах. На арене также играют свои домашние игры команда «Калгари Хитмен» из Западной хоккейной лиги. В 1999 году «Хитмен» выиграли Президентский трофей на глазах у рекордного количества болельщиков для матчей плей-офф ЗХЛ. Этот матч пришло посмотреть 17 139 человек. Хитмен также держат рекорд по посещаемости среди всех команд ЗХЛ за год и за один матч. В сезоне 2004/05 арену посетило 362 227 болельщиков, а в сезоне 2007/08 игру «Хитмен» посетило 19 305 человек. В «Сэдлдоуме» также играю домашние игры команда «Калгари Рафнес» из Национальной лиги лакросса и в 2005 году арена принимала матч всех звезд. В 2004 и 2009 годах арена принимала игры за чемпионство в НЛЛ в которых Калгари выиграли дважды.
Открытие «Сэдлдоума» позволило Калгари принимать крупные концерты в 1980-х годах, так как до этого в городе не было ни одного сооружения, способного принять концерты мирового класса.
Первый концерт на арене состоялся в ноябре 1983 году на котором выступал «The Moody Blues». Больше всего концертов в «Сэдлдоуме» провел Род Стюарт — 11. Однако из-за того, что крыша арены не выдерживает тяжелого осветительного, звукового оборудования и специальных эффектов, все чаще концертные туры проходят мимо Калгари.
Кроме хоккейных матчей и соревнований по фигурному катанию в 1988 году, в «Сэдлдоуме» проходит множество разных международных соревнований. Арена принимала чемпионат Канады по кёрлингу в 1997, 2002 и 2009 годах, женский чемпионат «Tournament of Hearts» в 1995 году и Чемпионат мира по фигурному катанию 2006 года. Кроме спортивных мероприятий, в 2009 году на арене перед 15 000 человек с речью выступал Далай-лама.
В 1998 и 1999 годах на арене проходил PBR Bud Light Cup, известный как «Cody Snyder’s Bullbustin'». В 2000 и 2001 годах открытый чемпионат Канады по родео. «Сэдлдоум» также принимает все мероприятия PBR Canada.

## Будущее арены
«Сэдлдоум» одна из старейших арен в НХЛ и поэтому часто встает вопрос о строительстве новой арены. Президент и исполнительный директор «Флэймз» Кен Кинг объявил в 2008 году, что строительство новой арены начнется в ближайшие 5-8 лет и, что до 2014 будет построен новая арена. Директор команды Мюррей Эдвардс считает, что «Сэдлдоум» уже не способен принимать большие мероприятия и концерты из-за своего возраста, и финансовые аналитики считают, что новая арена будет приносить больше прибыли, чем «Сэдлдоум» сейчас. 19 июля 2019 года власти города Калгари и Calgary Sports and Entertainment Corp. заключили соглашение о строительстве новой арены, однако 22 декабря 2021 года строительство было отменено в связи со значительным удорожанием проекта.